# Котовенко, Павел Иванович
Па́вел Ива́нович Котове́нко (укр. Павло Іванович Котовенко; 25 марта 1979, Львов) — украинский футболист, полузащитник, начинающий тренер.

## Карьера игрока
Воспитанник львовского футбола. Большую часть своей карьеры провёл в ФК «Львов». Также играл в украинских клубах «Газовик-Скала», «Оболонь», а также в российских ФК «Ротор» и «Лисма-Мордовия».

## Карьера тренера
Тренерскую карьеру начал в 2013 году в червоноградском «Шахтёре» играющим тренером.